# Requin-tigre (comics)
Pour l'espèce de requin, voir Requin tigre.

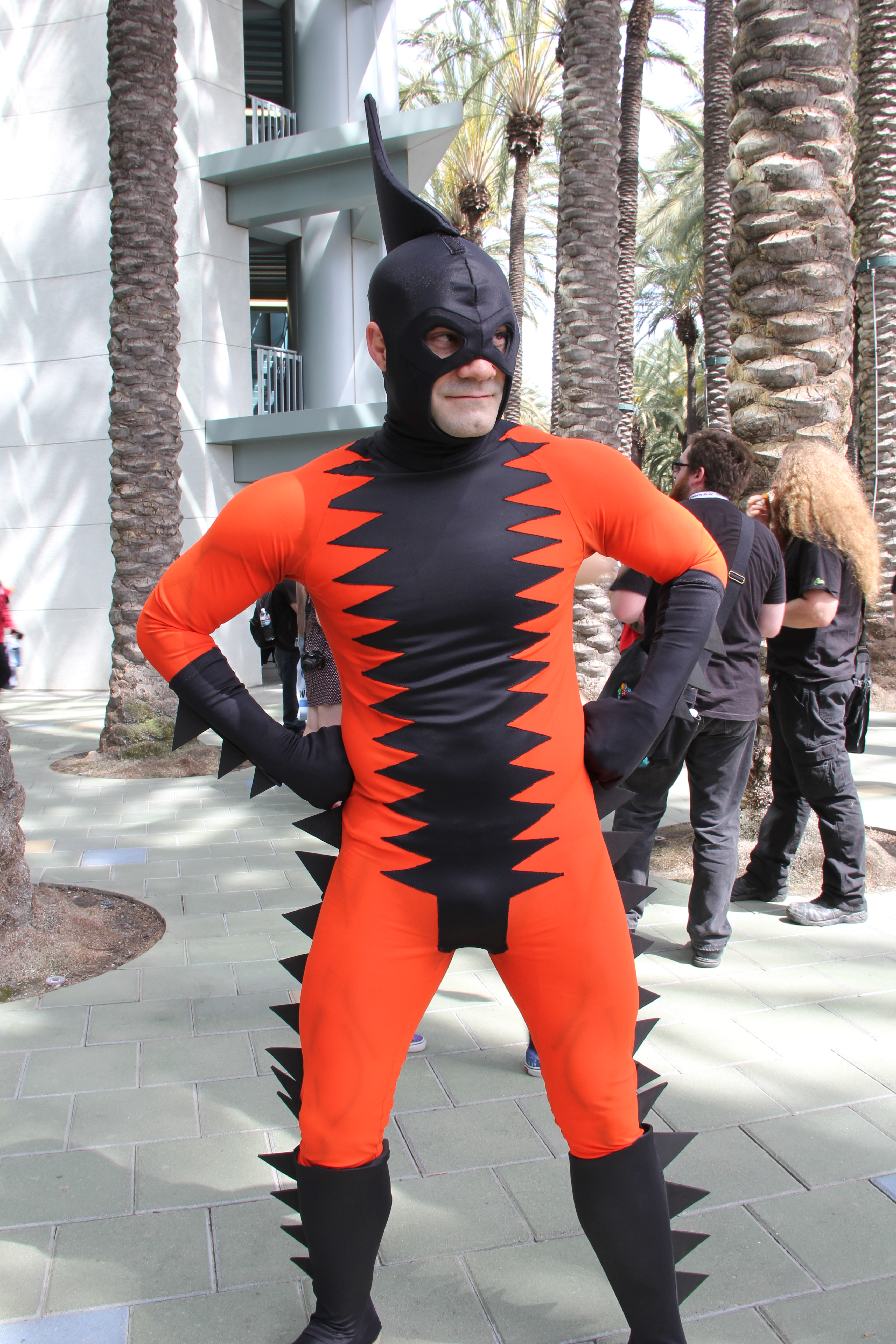
Cosplay de Requin-tigre.

Requin-tigre est un super-vilain appartenant à l'univers de Marvel Comics, apparu pour la première fois dans Sub-Mariner #5, en 1968.
Force et résistance surhumaines, tout comme Namor, Todd Arliss peut respirer sous l'eau, ainsi que hors de l'eau.
C'est un ennemi de Namor, le Prince des mers.

## Biographie fictive

### Un début dans le crime
Todd Arliss était l'un des meilleurs nageurs olympiques américains. vers la fin de sa carrière, il entreprit de gagner de l'argent grâce à des sponsors et de la publicité. Un jour, sur un bateau, Arliss sauva un homme de la noyade mais eut les vertèbres touchées, en étant projeté contre la coque du navire. Sa carrière s'arrêta. Il chercha l'aide du docteur Dorcas et il partit s'installer avec sa jeune sœur Diane dans le manoir du scientifique, à New York.
Dorcas soumit l'athlète à un traitement de radiations, pour restructurer les nerfs spinaux, puis transfigura son ADN pour le coupler avec celui d'un requin-tigre. Puis, après avoir capturé Namor, il transféra son énergie vers Arliss, criant de douleur. À la fin de l'opération, Arliss était devenu un homme-requin, fou furieux. Il se réfugia dans l'océan.
Il captura lady Dorma et fut pris en chasse par Namor. Il parvint à trouver Atlantis et en demanda la couronne. Il combattit Seth dans un duel et remporta la lutte. À l'arrivée de Namor, Arliss était devenu monarque d'Atlantis. Namor l'affronta et reprit son titre. Arliss fut capturé et des scientifiques atlantes tentèrent de lui venir en aide. Il s'échappa un jour et quitta la cité.
Il voyagea jusqu'à la mer des Sargasses et s'allia par la suite avec un nazi, dans le but d'utiliser des armes secrètes, dans un sous-marin coulé, mais il en fut empêché par Namor et Manta.
Un jour, il sauva lady Dorma et Vashti d'orques épaulards, contre la main de Dorma. Pendant que Namor luttait contre Orka, il s'allia avec Krang. Dans la confusion du combat, Arliss et Orka furent engloutis dans un séisme.
Le corps de Todd commença bientôt à régresser et il réalisa qu'il devait se « recharger » en drainant l'énergie de Namor. Il s'allia avec Llyra, qui réveilla un monstre marin, Krago. Namor et la Torche humaine affrontèrent le trio.
Plus tard, Llyra tendit un piège à Namor et captura la sœur d'Arliss, Diane. Elle chercha ensuite à capturer le père disparu de Namor, Léonard McKenzie, mais échoua. Grâce au plan de Llyra, Arliss récupéra ses pouvoirs et il attaqua Namor. Manta aida le Prince des mers, mais dans le combat, Léonard McKenzie fut tué par Llyra, qui s'échappa avec Requin-tigre. Ce dernier se cacha dans les chutes du Niagara, où il fut battu par Hulk passant par là.
Il chercha à se venger de Namor et s'allia avec Dorcas. Namor laissa Requin-tigre pour mort dans l'explosion du laboratoire sous-marin du Docteur.
Plus tard, Requin-tigre et Dorcas s'allièrent avec Attuma. Ils prirent le contrôle de l'Hydro-base et capturèrent Namor. Puis, le docteur Fatalis arriva avec Betty Dean, une ancienne conquête de Namor. Le despote attaqua Arliss et Attuma, et Dorcas tua accidentellement Betty Dean, en voulant tirer sur Namor. Fatalis éloigna Namor et revint à l'assaut. Namor revint très vite pour un combat contre ses trois ennemis, et Dorcas fut tué, et Requin-tigre emprisonné.
Quelque temps après, il s'échappa et captura Namorita, mais Miss Marvel réussit à le vaincre et il fut emprisonné à Atlantis.
Plus tard, Tête-d'œuf le libéra de sa cellule sous-marine et le recruta au sein des Maîtres du mal. Il partit libérer Whirlwind, le Scorpion et Opale. Le groupe affronta très vite les Vengeurs. Requin-tigre ne fit pas le poids contre Miss Hulk et Thor, et les Maîtres du mal furent vaincus.
Mais très vite, Tête-d'œuf les libéra et les envoya voler un prototype avec le Shocker. Ils enlevèrent ensuite Hank Pym lors de son procès. Pym réussit à s'enfuir et Tête-d'œuf trouva la mort. Les Vengeurs mirent de nouveau Requin-tigre en prison.
À sa sortie, il s'allia un temps avec le Fléau et le Scorpion. Il fut vite recruté au sein des Maîtres du mal du baron Zemo, et le groupe partit à l'assaut du manoir des Vengeurs. Le groupe affronta le Chevalier noir et blessa gravement Hercule. Dans la foulée, Whirlwind et Requin-tigre affrontèrent Tigra, Hellcat et Daimon Hellstrom, mais les super-héros réussirent à le mettre en prison.
Il fut transféré à la Voûte, où il se mit en hibernation. On l'emmena sur l'île du docteur Newell (Manta), où il se réveilla et prit en otage la femme du scientifique, Diane, sa propre sœur ! Il se débarrassa de Manta et s'échappa avec sa sœur. Pourtant, il sauva sa sœur et Manta lors d'un éboulement sous-marin, et on crut à sa mort.
Il refit surface sous les ordres du Caïd et lutta contre Wolverine.

### Rédemption
On le revit plus tard pourchassé par deux scientifiques voulant le disséquer, au profit de la recherche contre le cancer. À sa grande tristesse, c'est Namor qui le sauva.
Il accompagna un groupe de nomades atlantes et tomba amoureux de Mara, qu'il épousa. Il songea dès lors à quitter sa vie de super-vilain et se fit appeler Arlys Tigershark. Mara tomba enceinte. Alors qu'elle allait accoucher, les Sans-visage attaquèrent le campement et la tuèrent sous les yeux de son époux. Arliss devint fou et sa nature sauvage prit le dessus. Sa tribu fut entièrement massacrée, mais il fut sauvé par Tamara Rahn. Il accepta d'accompagner la jeune femme à Atlantis pour prévenir que les Sans-visage erraient à travers l'océan.
À Atlantis, il fut capturé par Namor et ses gardes, et presque exécuté par Fen, la mère de Namor (en fait un Sans-visage déguisé). Tamara l'aida à s'échapper.
Dans leur enquête, Namor, Requin-tigre, Tamara et Seth furent capturés par les Sans-visage, dans une grotte. Le chef des Sans-visage, Suma-Ket attaqua par la suite Namor, qu'il tua. Neptune apparut et rendit la vie au Prince des mers. Tamara et Arliss retournèrent protéger Atlantis. À leur arrivée, Fen était à deux doigts de sacrifier un bébé. Dans le combat, le jeune Dara (un cousin de Namor) fut tué et le rituel s'accomplit. Suma-Ket et les Sans-visage prirent Atlantis par la force.
Namor revint vite avec son armée et sa mère, Fen, dans le corps d'Artys-Gran. Fen et Artys-Gran perdirent la vie pendant la bataille.
Tamara et Todd partirent vivre ensemble dans la mer des Sargasses, où ils devinrent les protecteurs du peuple des Brumes. Il affronta la race de Tamara, les amazones Banari, avec l'aide des Quatre Fantastiques, de Manta et de Namor.
Il fit ensuite partie de Deep Six, une équipe de super-héros marins, mais en fut chassé par Namor, qui détestait sa sauvagerie inhumaines. Il s'exila avec Tamara.
On perdit alors sa trace pendant plusieurs années.

### Retour aux origines
Subissant une mutation épidermique le rapprochant un peu plus des squales, Requin-tigre a fait sa réapparition du côté des criminels (chez les Maîtres du mal). Un jour, il fut capturé avec d'autres super-criminels par le fils de Kraven le chasseur. Prisonnier sur un bateau, et rendu fou par le pouvoir de son geôlier, il affronta le Punisher et fut vaincu.
On le revit ensuite essayer de tuer Deadpool, car sa tête était mise à prix.

### Durant le Dark Reign
Sa mission échoua et il retourna voir le commanditaire, Norman Osborn. Il tenta de le faire chanter mais fut jeté de l'immeuble par les Dark Avengers Tireur et Venom. Sa forte constitution lui permit de survivre à la chute.
Il rejoignit la nouvelle Lethal Legion formée par le Moissonneur pour lutter contre les plans tyranniques d'Osborn. Leur action échoua (car il s'agissait en fait d'un plan de Norman Osborn, voulant se débarrasser de quelques criminels instables), et il échoua de nouveau derrière les barreaux.

## Pouvoirs
- Le corps de Requin-tigre, dont l'ADN a été altéré avec des gènes de requin, possède des branchies lui permettant de respirer sous l'eau, et des dents pointues, triangulaires et tranchantes comme celles d'un requin. Sa vision est adaptée elle aussi à l'environnement aquatique. Sa peau est très proche de celle d'un requin.
- Ses globes oculaires sont recouverts d'une membrane qui les protège des lumières fortes.
- Sa force est surhumaine. Il peut soulever 40 tonnes sous l'eau, et un peu moins sur la surface.
- Sa vitesse de natation est de 90 km/h environ.
- Arliss peut entrer dans un état d'hibernation, sous l'eau.
- Requin-tigre a besoin de s'hydrater régulièrement sous peine de s'affaiblir.